# 요 콤프로 에사 문헤르
《요 콤프로 에사 문헤르》(스페인어: Yo compro esa mujer)은 1990년 방영된 멕시코의 텔레노벨라이다.